# Golferenzo
Golferenzo é uma comuna italiana da região da Lombardia, província de Pavia, com cerca de 233 habitantes. Estende-se por uma área de 4 km², tendo uma densidade populacional de 58 hab/km². Faz fronteira com Montecalvo Versiggia, Nibbiano (PC), Santa Maria della Versa, Volpara.

## Demografia
| Variação demográfica do município entre 1861 e 2011                               |
|                                                                                   |
| Fonte: Istituto Nazionale di Statistica (ISTAT) - Elaboração gráfica da Wikipedia |